# St. Sebald am Heiligenstein

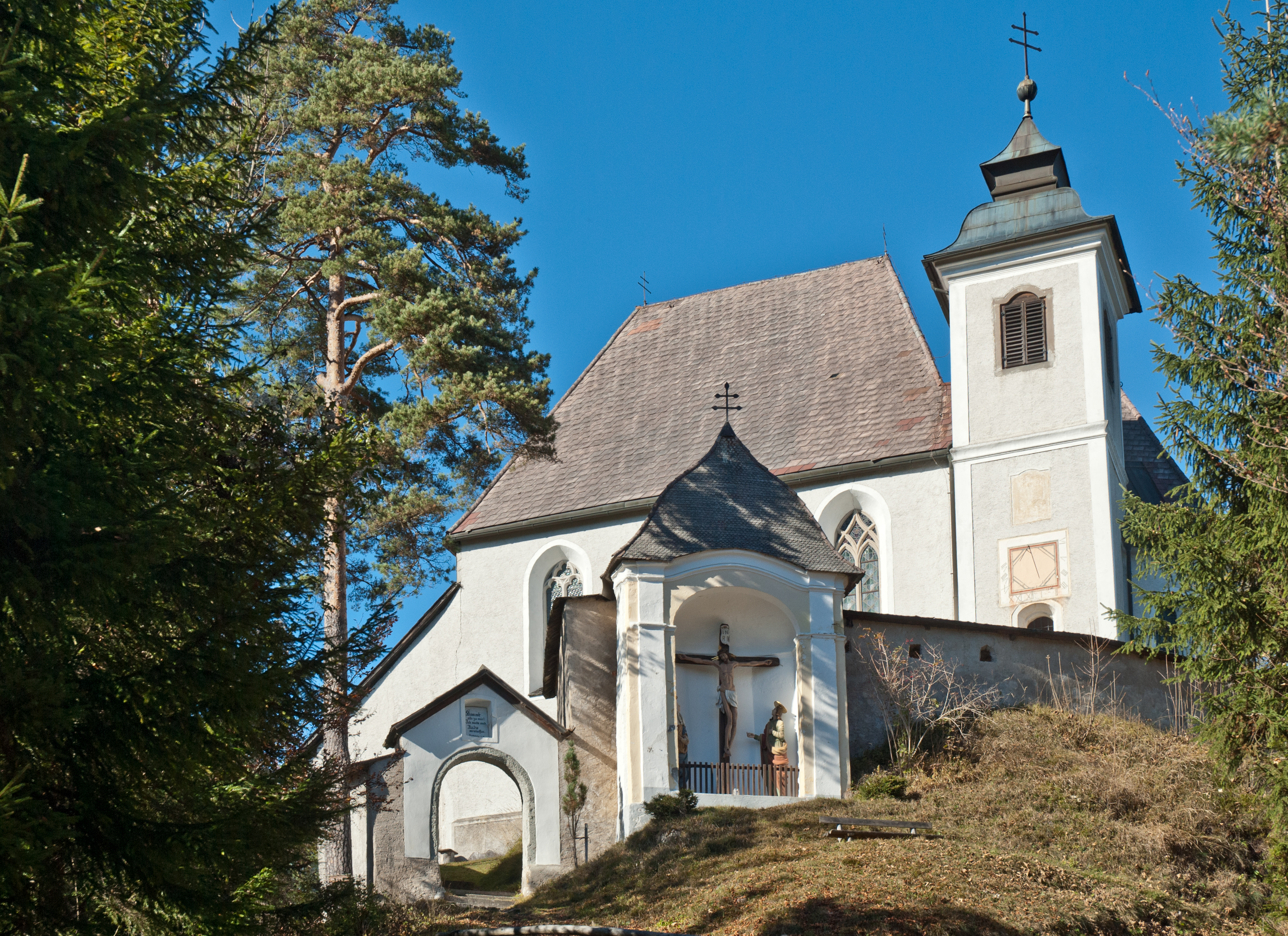
Wallfahrtskirche St. Sebald am Heiligenstein

Die römisch-katholische Wallfahrtskirche St. Sebald am Heiligenstein steht in der oberösterreichischen Marktgemeinde Gaflenz im Bezirk Steyr-Land. Die  Filialkirche der Pfarrkirche Gaflenz gehört seit dem 1. Jänner 2023 zur Pfarre Ennstal der Diözese Linz.

## Überblick
Die im gotischen Baustil errichtete Filialkirche befindet sich auf dem Gipfel des steil abfallenden Heiligensteins (782 m ü. A.). Die Wallfahrtskirche ist als einziges Gotteshaus Österreichs dem heiligen Sebaldus von Nürnberg geweiht.

## Geschichte

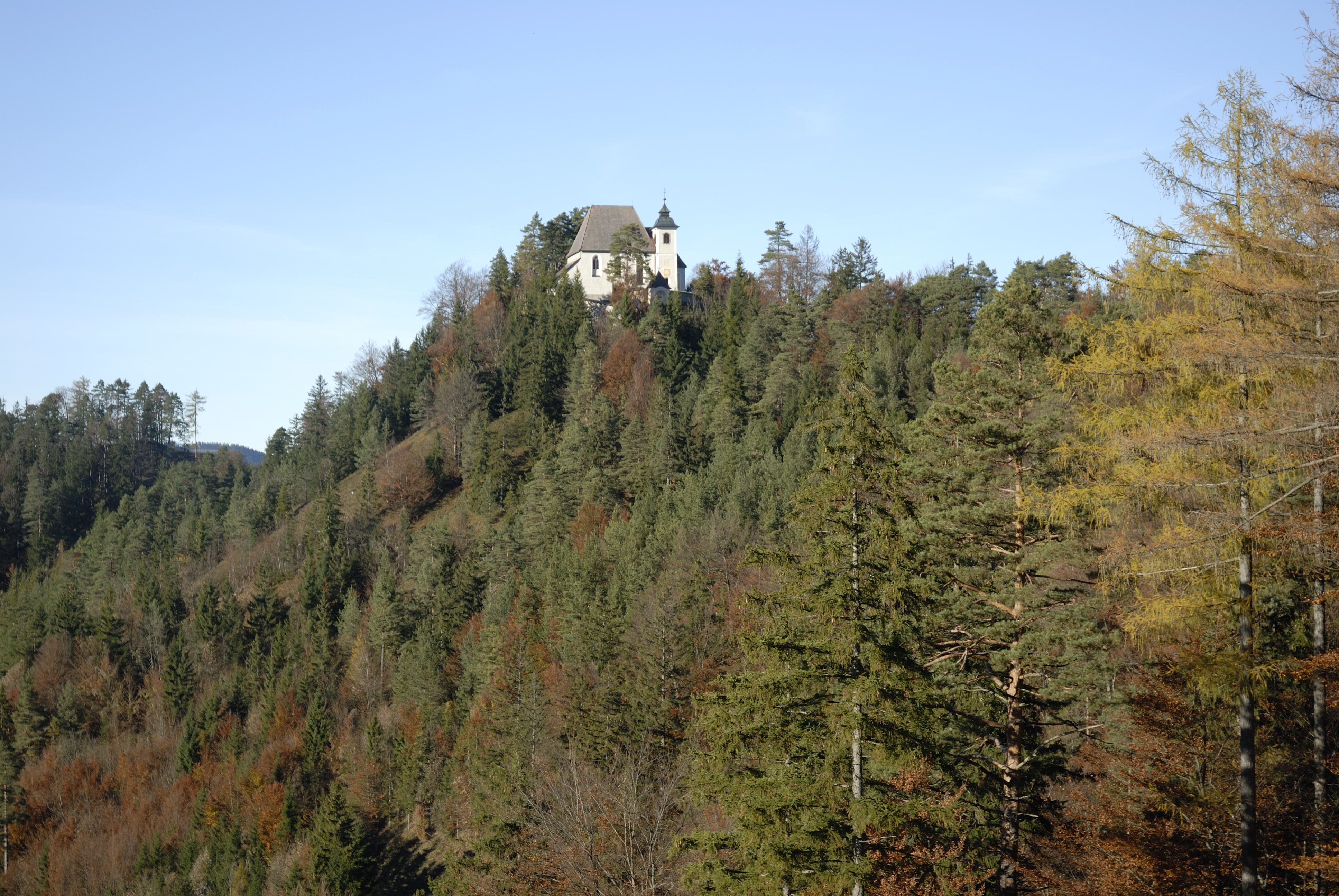
Die Kirche am Gipfel des Heiligensteins. Sie wurde im steil abfallenden Gelände errichtet und ist von Wald umschlossen.

Der Bergrücken Heiligenstein zwischen Gaflenz und Weyer weist verschiedene Merkmale auf, die für die Errichtung einer Kultstätte von Bedeutung sind: eine Felsformation auf dem Gipfel eines steilen, dicht bewaldeten Berges, eine kleine Felshöhle sowie eine Quelle, die etwas unterhalb liegt. Daher nimmt man an, dass es dort bereits in vorchristlichen Zeiten ein Heiligtum beziehungsweise eine Kultstätte gab. Es ist nicht erwiesen, ob die Herren von Gaflenz dort im Hochmittelalter ihren Ansitz hatten.
Die Sebaldlegende berichtet, dass Sebald ein wunderwirkender Einsiedler war, der auf dem Weg von Rom nach Nürnberg für längere Zeit in einer kleinen Höhle lebte. Die weitreichenden Handelsbeziehungen der Nürnberger Kaufleute sind bekannt. Da Sebald vor allem in Nürnberg gewirkt haben soll und auch dort begraben ist, gelangte der Brauch der Sebaldsverehrung von dort unter anderem nach Regensburg, Schwäbisch Gmünd, Bayreuth, Bamberg, Dänemark und auch Gaflenz und Weyer. Die engen Handelsbeziehungen zwischen dem Eisenschmiedeort Weyer und der Handelsstadt Nürnberg könnten für die Übertragung des Sebaldskultes auf den Heiligenstein ausschlaggebend gewesen sein. Die Nürnberger Stahlhändler deckten ihren Bedarf über lange Zeit hinweg mit Eisen aus Innerberg, heute Eisenerz in der Steiermark, das in Weyer und Gaflenz zu Stahl geschmiedet wurde.
Ein um 1160 im Stift Lambach entstandenes Messbuch enthält einen späteren Eintrag, dass die Kapelle „ad sanctum lapidem“ am 29. August 1413 durch Weihbischof Andreas I. Tallaci († 25. Februar 1430 in Stift Engelszell) zu Ehren aller Heiligen, besonders aber dem heiligen Sebald geweiht wurde. Dies geschah in der Amtszeit des Passauer Bischofs Georg von Hohenlohe, des Abts Florian Tanpeck von Garsten und Pfarrers Nikolaus von Gaflenz. In dieser Weihenotiz wurde auch erwähnt, dass im Altar Reliquien des Schweißtuches der Veronika, des Apostels Andreas, des heiligen Konstantins (Märtyrer), vom Ort der Erscheinung des Heiligen Geistes über den Aposteln, der Zehntausend Märtyrer, der Soldatenmärtyrer, der Bischöfe Udalrich und Alexander, des Bekenners Paulinus, der Märtyrer Christophorus und Pankratius, der Jungfrauen Katharina, Barbara, Cäcilia, Margaretha und Erentrudis, sowie der Elftausend Jungfrauen eingemauert sind.
Ab dem Jahr 1425, dem Jahr der Heiligsprechung Sebalds, erfuhr die Sebaldverehrung einen besonders starken Aufschwung. Ein Indiz für die Beliebtheit des heiligen Sebald bei der Bevölkerung von Gaflenz ist die häufige Verwendung des Taufnamens Sebald. In einem Steuerverzeichnis der Pfarre Weyer aus dem Jahr 1554 heißen 15 Prozent der männlichen Personen Sebald.
Auch während der Reformationszeit in der zweiten Hälfte des 16. Jahrhunderts, als ein Großteil der Bewohner der Region protestantisch war, hielt der Zuzug von Wallfahrern an. Oft feierten auch protestantische Bürger, viele von ihnen aus Steyr, den Gottesdienst am Heiligenstein mit. Jakob Zettl, ein Bürger aus Steyr schrieb am 3. Juli 1626 in sein Tagebuch anlässlich eines Besuches auf dem Heiligenstein von „einer großen Menge Volckh“.
1665 erfolgte der Bau des Glockenturmes, der 26 Jahre später umgebaut wurde und 1733 sein heutiges Aussehen erhielt. Bald darauf wurde auch die barocke Sebaldikapelle mit der Grotte gebaut. Die Existenz einer Orgel in der Sebalduskirche ist bis in das 17. Jahrhundert nachverfolgbar. 1670 wurde ein Regal saniert. Reparaturen der Orgel erfolgten in den Jahren 1709, 1763, 1884 und 1939.
Mit der Kirche am Heiligenstein wurde so viel Geld eingenommen, dass damit im 18. Jahrhundert Kreditgeschäfte durchgeführt werden konnten. Zur selben Zeit wurde auch der Kalvarienberg mit fünf Stationen von Gaflenz auf den Heiligenstein errichtet. 1707 begann der Bau des Mesnerhauses, damit die Pilger und Wallfahrer sowie der Mesner, der sogenannte Einsiedler, einen Unterstand hatten. 1732 wurde die alte Orgel vom Heiligenstein in die Pfarrkirche Gaflenz übertragen. 1785 konnte eine neue Orgel angeschafft werden.
Im Zuge der Aufklärung im 18. Jahrhundert wurde das Wallfahrtswesen schwer beeinträchtigt. Kaiser Joseph II. beabsichtigte, alle Wallfahrtskirchen, die nicht auch Pfarrkirchen waren, zu schließen und mit deren Vermögen neue Pfarrkirchen für zusätzliche Pfarren zu errichten. Nach der entsprechenden Verordnung hätte 1783 auch die Kirche am Heiligenstein geschlossen werden sollen. Der Fortbestand wurde jedoch mit einem Bescheid vom 5. Oktober 1785 bewilligt. Als Gegenleistung mussten jährlich 100 Gulden an eine wohltätige Einrichtung gespendet werden. Die übrigen Gelder mussten an die Landstände des Landes Oberösterreich abgegeben werden.
Die Franzosenkriege forderten auch St. Sebald am Heiligenstein einiges ab. Im Rahmen des Zweiten Koalitionskrieges gewährte man der Gemeinde Gaflenz 1801 ein Darlehen von 200 Gulden aus der Kirchenkassa des Heiligensteins, um die von der französischen Besatzung geforderte Kontribution zu begleichen. 1806 kamen während des Dritten Koalitionskriegs französische Soldaten auf den Heiligenstein und zogen die Kirche stark in Mitleidenschaft. 1810 musste das gesamte Kirchensilber an sie abgeliefert werden. Die Kriegsschäden wurden in den Jahren 1811 und 1812 beseitigt. Die Ausbesserungsarbeiten fanden 1813 mit dem Kauf der 600 kg schweren Glocke ihren Abschluss. In der folgenden Zeit geriet die Kirche etwas in Vergessenheit, 1832 wurde die alte Orgel aus der Pfarrkirche Weyer installiert, 1841 deren Gehäuse restauriert und bis 1843 das Wallfahrtswesen durch den Gaflenzer Pfarrer Constantin Zwirtmayr (1830–1856) wieder belebt. Im gleichen Zeitraum wurde auch das Kircheninnere renoviert.

Das Wappen von Gaflenz

 1925 spendeten die Bürger der Region anlässlich des 500-jährigen Jubiläums der Heiligsprechung des heiligen Sebald ein neues Glasfenster, das im Zweiten Weltkrieg zerstört wurde. In diesem Krieg wurden auch die beiden Glocken von Heiligenstein als „Metallspende des deutschen Volkes“ für Kriegszwecke abgenommen und auf einen Glockenfriedhof gebracht. 1949 wurde zunächst eine 250 kg schwere neue Glocke geweiht, die alte kehrte 1950 zurück. Sie war versenkt im Hamburger Hafen gelegen. Die sowjetischen Besatzungssoldaten richteten 1945 in der Kirche großen Schaden an: Türen und Fenster wurden zerschlagen, Statuen von den Sockeln gestürzt und zerschossen, die Orgel wurde zerstört, der Fußboden aufgerissen und die Einrichtung der Sakristei demoliert. Im Tabernakel sind noch vier Einschüsse aus dieser Zeit zu sehen. 1948 fand zum ersten Mal nach dem Krieg wieder eine Wallfahrt nach St. Sebald am Heiligenstein statt, die Hollensteiner Wallfahrt. Sie wurde als Feldmesse vor der Kirche abgehalten. 1949 waren Kirche und Mesnerhaus wieder instand gesetzt. 1951 fand zur Wiedereröffnung das Sebaldifest mit etwa 2000 Wallfahrern statt.
Die oberösterreichische Landesregierung genehmigte der Gemeinde Gaflenz am 4. April 1955 die Führung eines Gemeindewappens. Dieses enthält als Motiv auch die Kirche auf dem Heiligenstein.
In den Jahren 1984/85 erfolgte die Außenrenovierung der Kirche und der Sebaldikapelle. Ein häufiges Anliegen der Wallfahrerinnen ist der Wunsch nach einem Ehemann und Kindern.

## Baubeschreibung

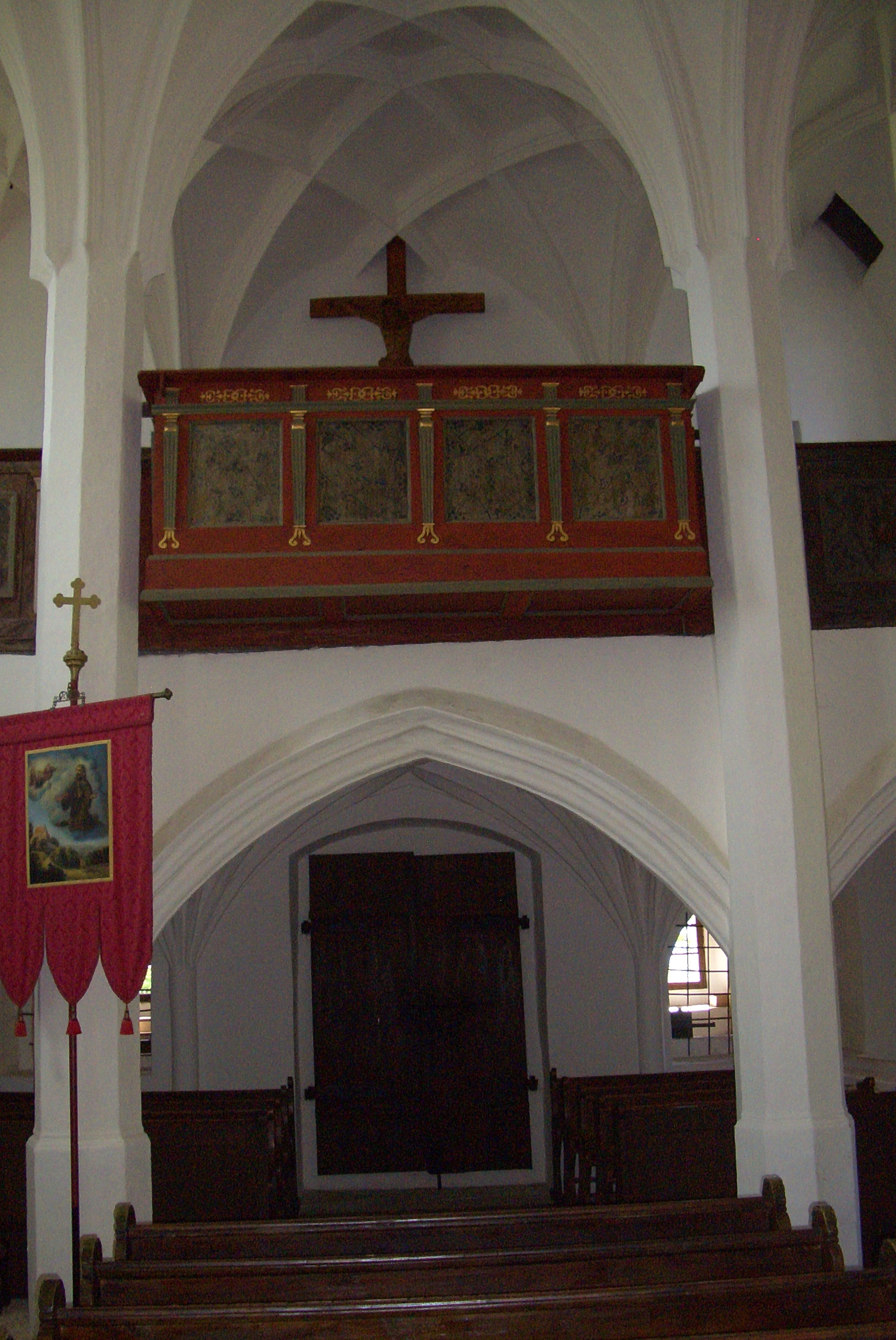
Innenansicht Richtung Empore

Die Wallfahrtskirche St. Sebaldus ist ein spätgotischer kubischer Bau mit einem hohen Walmdach aus der zweiten Hälfte des 15. Jahrhunderts. Der 5/8-Chor entstand im frühen 15. Jahrhundert. Nordseitig schließt an den Chor die Sakristei an. Das über der Sakristei befindliche Oratorium ist von außen über eine Stein-Wendeltreppe erreichbar. Das als Schulterbogen ausgebildete Südportal besitzt eine spätgotische Stabrahmung. An das Langhaus schließt im Westen ein gleich breiter Vorbau, die sogenannte Laube an, deren Gewölbe zu Beginn des 19. Jahrhunderts einstürzte. An drei Seiten ist die Kirche von einer Friedhofsmauer umschlossen, die 1969 mit Holzbrettern neu abgedeckt wurde. Im südwestlichen Bereich der Friedhofsmauer befindet sich ein Eingangsportal mit der schwarzen Inschrift: „Kommt alle zu mir! Ich werde euch Ruhe verschaffen.“ in der Nische darüber.

### Turm
Der Kupferstich Heyliger Stain von Andreas Matthäus Wolfgang zeigt, dass der 1665 errichtete Glockenturm ursprünglich als Dachreiter ausgebildet war. 1691 wurde im südöstlichen Winkel des Chores aus Tuffstein der heutige Turm gebaut und 1692 mit einer Sonnenuhr des Garstener Hofmalers Johann Georg Staindorfer ausgestattet. In den Jahren 1732 bis 1733 wurde der Turm auf etwa 20 Meter erhöht und über der Glockenstube mit einem barocken Turmhelm ausgestattet. Die Glockenstube enthält zwei Glocken.

### Kircheninneres
Die Kirche ist eine zwölf Meter lange und zehn Meter breite dreischiffige Halle. Durch die zweibahnigen Maßwerkfenster in der nördlichen und südlichen Langhauswand gelangt Licht ins Kircheninnere. An den beiden achteckigen Pfeilern setzen die Rippen des Netzgewölbes mit einem kurzen Absatz an und enden an den Wänden jeweils in runden Konsolen mit jeweils einer nach unten hängenden Rosette. Im Mittelschiff der dreijochigen Vierpfeilerhalle befindet sich ein zentrales Heiliggeistloch. Die Seitenschiffe haben langgezogene Netzgewölbe mit längs liegenden Rauten. Bei einem Bogenrippengewölbe laufen die bogenlinigen Rippenzüge auf halbrunden Wandpfeilerdiensten auf. Entlang der Emporenstiege gibt es Rötelkritzelinschriften aus dem 16. Jahrhundert.
Der Abgang zur Unterkirche befindet sich unter dem nordwestlichen Seitenschiffjoch. Die Unterkirche ist ein langgestreckter dreijochiger Raum mit einem Kreuzrippengewölbe.
Der Kirchenboden besteht aus einem in dieser Zusammensetzung seltenen Estrich. Die Oberfläche war ursprünglich glatt geschliffen. Laut einer Laboranalyse des Bundesdenkmalamtes besteht der Estrich zum Großteil aus hellgrauem Dolomit wie das Gesteinsmaterial vor der Kirche, aus weißem Marmor, getrocknetem Kalk und Dolomitkalk als Bindemittel. Organische Zusätze waren Kasein und Topfen. Die Stufen zum Chor bestehen aus Konglomeratgestein.
Der Triumphbogen ist reich profiliert und trennt den Chor vom Kirchenschiff. Der 5/8-Chorraum ist zweijochig und sternrippengewölbt. Ursprünglich war der Rautenstern sechsteilig. Bei der Errichtung des Hauptaltares wurde jedoch eine Rippe entfernt. Die Rippen sind an den Wänden herabgezogen und ruhen auf polygonalen Konsolen.
Eines der beiden Fenster in der Apsis weist Reste einer spätgotischen Glasmalerei aus dem Jahr 1470 mit der Ölbergszene auf. Durch ein eisenbeschlagenes Tor mit Schlüssellochrahmen gelangt man vom Chor in die spätgotische, kreuzrippengewölbte Sakristei.
Bei der Innenrenovierung 1991 wurde festgestellt, dass die Kirche über einen gut erhaltenen spätgotischen und frühbarocken Freskenschmuck verfügt. Da sie ein barockes Gesamterscheinungsbild hat, wurde auf eine Freilegung verzichtet. Der Raum wurde in gebrochenem Weiß ausgemalt. Die spätgotischen Fresken sind unter acht Malschichten versteckt.

## Ausstattung

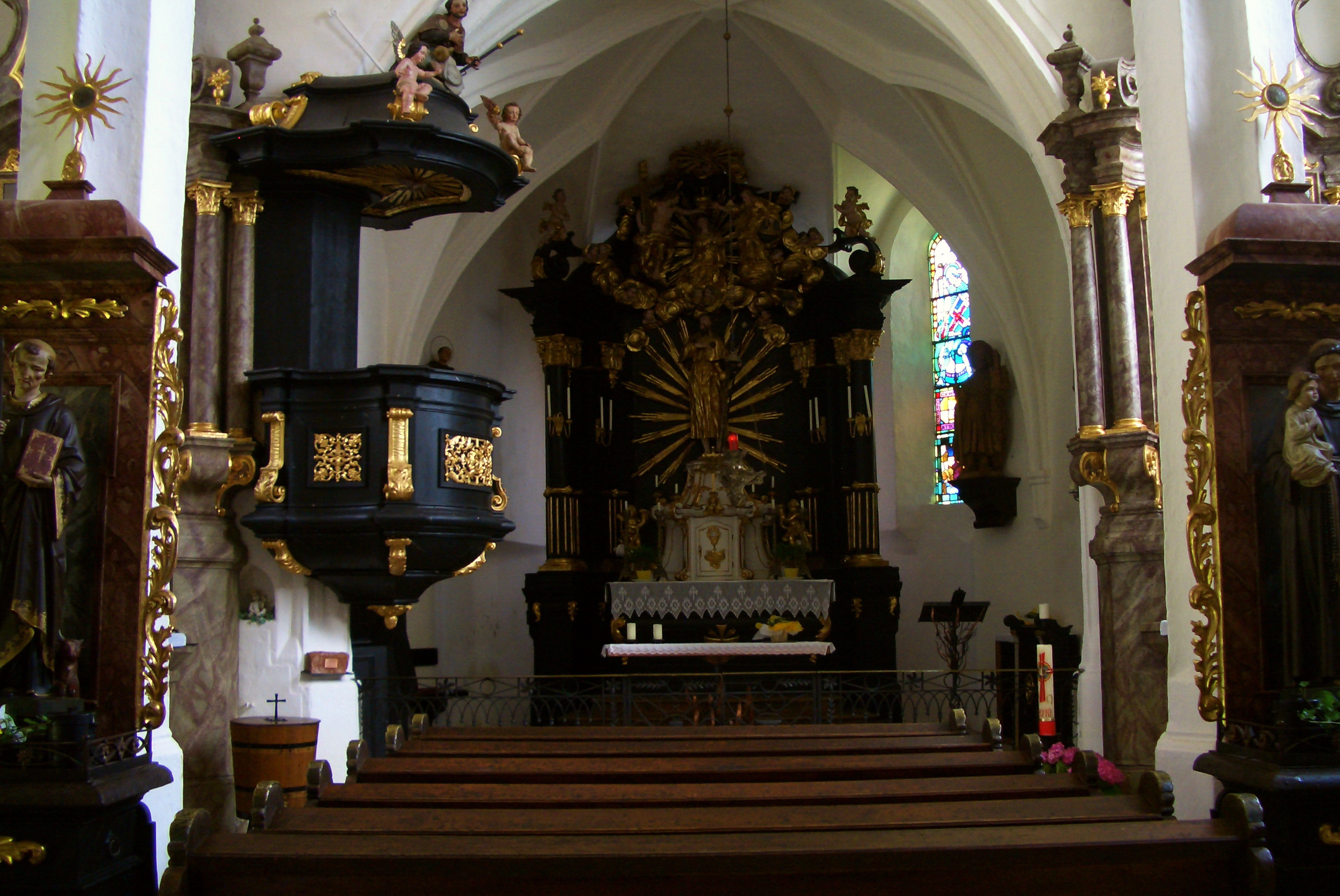
Innenansicht der Sebalduskirche

Der Großteil der Einrichtung entstand in den Jahren 1751 bis 1777. Die Kirche ist damit vom späten Barock geprägt.

### Hochaltar
Der Hochaltar entstand in den Jahren 1776 und 1777. In der Mitte befindet sich eine lebensgroße Statue des heiligen Sebald vor einem goldenen Strahlenkranz. Die Figur steht auf einem Tabernakelaufbau mit Rokoko-Verzierungen und weißer Fassung. Dieser wurde 1778 in Seitenstetten angefertigt. Der Architrav wird von korinthischen Säulen sowie Pilastern getragen. Über diesem ist, auf Wolken schwebend, die Krönung Mariens dargestellt. Die Statuen am Hochaltar schuf der Bildhauer Johann Jakob Sattler aus St. Florian, der Altaraufbau selbst entstand in der Werkstatt des Garstener Hoftischlers.
1992 wurde die Erstfassung des Altares (schwarz auf weißer Gliederung) von Franz. X. Gürtler aus Steyr wieder freigelegt. Die Übermalung wurde im Zuge der Restaurierung 1992 entfernt. Sie bestand aus schwarz gefärbtem Lack mit weißen Adern. Der Hochaltar war stark vom Holzwurm befallen, deshalb musste das Holz im Zuge der Restaurierung umfassend gefestigt werden. Eine partielle Restaurierung des Altares ist für das Jahr 1834 nachgewiesen.

### Kanzel
1751 fertigte der Garstener Hoftischler Matthias Pokorny die schwarz marmorierte Kanzel. Auf dem Schalldeckel befindet sich eine auf Wolken schwebende Halbfigur des heiligen Sebald. In den Jahren 1842 und 1992 wurde die Kanzel neu vergoldet.

### Seitenaltäre
Der Garstener Hoftischler Matthias Pokorny schuf die beiden Seitenaltäre im Jahr 1754. Auf dem Altarbild des linken Seitenaltares ist der Mannaregen, im Bild darüber das Letzte Abendmahl dargestellt. Das barocke Vorsatzbild zeigt den heiligen Josef, das Altarbild des rechten Seitenaltares das Opfer des Melchisedech. Das Aufsatzbild enthält die Kreuzigung Jesu mit Maria, Johannes und Maria Magdalena. Am rechten Bildrand sind römische Soldaten dabei, die Kleidung Jesu unter sich zu verteilen. Das barocke Vorsatzbild zeigt den heiligen Antonius. Ursprünglich hatten die Seitenaltäre eine schwarze Fassung. Die erste Übermalung war eine dunkle Marmorierung mit hellen Farbspritzern. Die zweite Übermalung erfolgte mit geschwärztem Schellack. 1992 wurde im Zuge einer Restaurierung die erste Übermalung wieder freigelegt. Die Freilegung der Originalfassung wäre nicht ohne Verluste durchführbar gewesen.

### Bilderzyklus
An der nördlichen und südlichen Langhauswand ist die Sebaldlegende in sieben großformatigen Ölgemälden aus dem 18. Jahrhundert dargestellt. Diese wurden zum Teil mehrmals übermalt.
Die vier Bilder an der Nordwand stellen den Lebensweg des heiligen Sebald dar. Auf dem ersten Bild ist der Abschied des heiligen Sebald von seiner Gattin zu sehen. Das zweite Bild zeigt, wie er von Papst Gregor II. die Predigterlaubnis erhält. Auf diesem Bild sind im Hintergrund neben einem Kreuzträger und einem Kardinal auch Sebalds Begleiter Willibald und Wunibald abgebildet. Das dritte Bild zeigt sein Übersetzen über die Donau bei Regensburg auf seinem ausgebreiteten Mantel. Auf dem vierten Bild sieht man Sebald 20 Jahre nach seinem Tod unverwest im Sarg liegen. Ein Witzbold fand sich bei seinem Grab ein und zupfte den Toten am Bart. Daraufhin versetzte Sebald diesem einen so heftigen Schlag, dass dieser auf einem Auge erblindete.
An der Südwand hängen drei Bilder mit den Wundern des Heiligen. Das fünfte Bild stammt vom Maler Christoph Auhueber. Dieses 1711 in Bad Hall geschaffene Werk zeigt Sebald an seiner Lagerstätte. Nach der Legende suchte eines Tages ein Bauer den Einsiedler in seiner Zelle auf und klagte ihm sein Leid. Seine Zugochsen waren ihm ausgekommen und hatten sich im Wald verlaufen. Da schon die Dämmerung anbrach und die Suche über den ganzen Tag hinweg vergebens war, machte ihm Sebald Mut und befahl ihm, den Wald weiter mit erhobenen Händen zu durchforsten. Seine Hände begannen im Wald zu strahlen und bald darauf fand er seine Ochsen wieder.
Das sechste Bild zeigt die Heilung eines blinden Wagners. Dieser kaufte auf dem Nürnberger Markt Fische für den erkrankten Sebald. Da der Burggraf dies jedoch verboten hatte, blendete er den Wagner. Daraufhin besuchte Sebald mit dem Wagner die Richtstätte, hob die Augen vom Boden auf, setzte sie wieder ein und gab so dem Wagner das Augenlicht wieder.
Das siebente Bild zeigt, wie zwei tote Kinder durch Fürbitten des heiligen Sebald wieder zum Leben erweckt werden.
1842 übermalte der Legendenmaler Joseph Gabriel Frey aus Weyer vier dieser Legendenbilder. 1847 wurden die restlichen Bilder durch Joseph und Ignaz Frey übermalt. 1975 restaurierte Theodor Bohdanowicz sechs Legendenbilder.

### Volksaltar
Anlässlich des Abschlusses der Innenrenovierung im Jahr 1993 wurde zum Sebaldifest am 22. August 1993 ein neuer Volksaltar eingeweiht. Franz Salcher lieferte den Entwurf, Alfons Großberger aus Gaflenz gestaltete ihn künstlerisch. Der Altar stellt das Motiv „Der brennende Dornbusch“ aus dem Buch Exodus, dem 2. Buch Mose, dar und symbolisiert die Begegnung Moses mit Gott Jahwe. Der Volksaltar soll dem Besucher verdeutlichen, dass auch er in diesem die Gegenwart Gottes erfahren kann.

### Weiteres Inventar
Auf beiden Seiten des Hochaltars befinden sich an den Mauern des Chorpolygons Konsolenfiguren. Auf der Evangelienseite (linke Seite) steht eine barocke Figur des heiligen Berthold von Garsten oder des heiligen Benedikt, auf der Epistelseite eine spätgotische Figur des heiligen Sebald. Diese 78 cm große Statue ist im Weichen Stil um 1430 entstanden. Die Heiligenfigur ist bärtig und trägt einen Pilgerhut. In der linken vorgestreckten Hand hält sie ein Modell einer zweitürmigen Kirche, in der rechten einen Pilgerstab. Der Pilgermantel fällt in reichem Faltengehänge vom rechten Arm und bildet einen ornamentalen Saum. Auf dem Rücken trägt sie eine Pilgertasche. Zu dieser gehört auch die Riemenschnalle auf der Brustseite. Unterhalb des Zingulums bildet das Gewand Röhrenfalten aus. In den Jahren 1967 und 1979 wurde die Statue restauriert. Die um 1430 geschnitzte, spätgotische Sebaldusstatue, deren barocke Übermalung anlässlich einer Kunstausstellung in Nürnberg entfernt worden war, steht nun im Originalzustand aus Sicherheitsgründen in der Pfarrkirche von Gaflenz. An ihrer Stelle befindet sich eine vom Bildhauer Adelsberger angefertigte Nachbildung in der Sebalduskirche am Heiligenstein.
Im südlichen Bereich des Presbyteriums steht in einem Schrein in einer Nische über dem Turmzugang eine barocke Pietà. Das schmiedeeiserne Kommuniongitter wurde 1847 geschaffen. An den vorderen Langhauspfeilern finden sich zwei barocke Baldachinaltäre mit neogotischen Figuren des heiligen Leonhard und des heiligen Antonius. Beide Figuren stammen aus dem Jahr 1896. Beim Nord- und Südportal finden sich Figuren des heiligen Sebastian und des heiligen Andreas. Die beiden Beichtstühle unter der Empore standen ursprünglich in der Pfarrkirche Gaflenz, wurden aber 1992 auf den Heiligenstein übertragen.

## Glocken
In der Glockenstube des Turmes befinden sich zwei Glocken, die beide noch von Hand geläutet werden.
Die größere mit einem Durchmesser von 110 cm wiegt 600 kg und ist auf f' gestimmt. Sie ist dem heiligen Sebald und dem heiligen Florian geweiht und trägt die Umschriften „sit nomen domini benedictum“ (übersetzt: „Der Name des Herrn sei gepriesen“) sowie „Auf Costen der Pfarrgemeinde Gafflenz goss mich Casp. Domi. Staffelmayr in Steyr 1814“. Diese Glocke musste 1942 als Metallspende zu Rüstungszwecken für den Zweiten Weltkrieg abgegeben werden. Sie wurde gegen Ende des Zweiten Weltkrieges im Hamburger Hafen versenkt und nach ihrer Auffindung im Jahr 1950 auf den Heiligenstein zurückgebracht.
Die kleinere Glocke mit einem Durchmesser von 80 cm wiegt 250 kg und ist auf d" gestimmt. Sie ist dem heiligen Antonius sowie dem heiligen Leonhard geweiht und ist ein Neuguss aus Trümmern einer älteren Glocke. Diese wurde 1945 den Steilhang hinuntergeworfen und zerschellte am Fuße des Heiligensteins in elf Teile.

## Objekte außerhalb der Kirche

### Sebaldikapelle

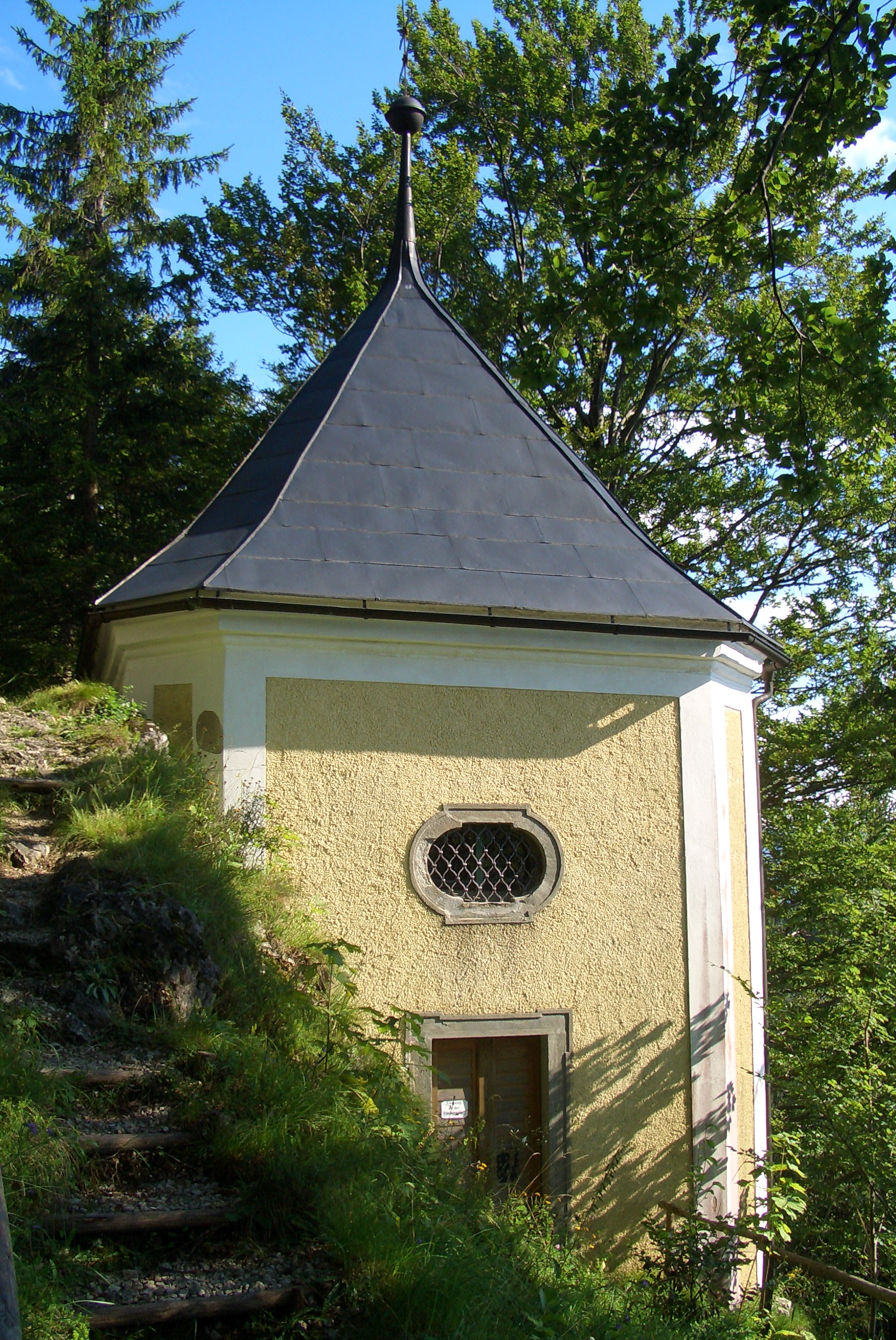
Sebaldikapelle von außen

Knapp unterhalb der nordwestlichen Ecke der Wallfahrtskirche befindet sich eine kleine barocke Kapelle. Diese wurde 1691 über einer Felsnische mit einer steinernen Liegefigur des heiligen Sebald errichtet. Laut der Legende soll Sebald in dieser „Felshöhle“ als Einsiedler gelebt haben. Sein „Lager“ wird von einem kunstvoll geschmiedeten Gitter abgesperrt. Dieses wurde 1693 von Philipp Schwälbl, einem Schlosser aus Weyer, geschmiedet und vom Maler Brösinger aus Waidhofen an der Ybbs rot und grün gestrichen. 1793 schuf ein Bildhauer aus Garsten das Kruzifix, das die Grotte bekrönt. Darüber ist ein lateinisches Chronogramm mit der Jahreszahl 1692: „Antum, sub quo santus Sebaldus peregrinus quie verat“. (deutsche Übersetzung: „Grotte, in welcher der heilige Pilger Sebald ruhte.“)
An der Decke der Kapelle befinden sich Fresken des Garstener Hofmalers Johann Georg Staindorfer und dessen Sohnes. Das Fresko in der Hängekuppel zeigt eine Szene aus der Sebalduslegende: Auf der Pilgerreise litten Sebaldus und seine Begleiter einmal großen Hunger. Nach vielem Beten erschien ihnen ein Engel Gottes und speiste sie. Auf dem Bild erwartet der heilige Sebald kniend die Speise des Engels, während Willibald und Wunibald gemeinsam mit Sebalds Diener Dionysios in einer Laube sitzend auf Essen warten. Das Wunder ist im Wesentlichen eine veränderte Fassung der Geschichte des Propheten Elija. In den Ecken des Gewölbes tragen Engel die Attribute des heiligen Sebald: Pilgerhut, Pilgerstab und Pilgermantel. Der vierte Engel zeigt die Zeichen der Missionstätigkeit und der Reinheit der Seele: Kreuz und Lilie. Diesen Symbolen werden die Symbole der weltlichen Macht – Krone, Zepter, Brokat und Orden vom Goldenen Vlies – gegenübergestellt. Letztmals renoviert wurde die Kapelle 1987/88.
1702 schuf ein Bildhauer aus Weyer einen Grablegechristus. Dafür wurde oberhalb der Sebaldikapelle eine Grabkapelle errichtet.

### Kalvarienberg

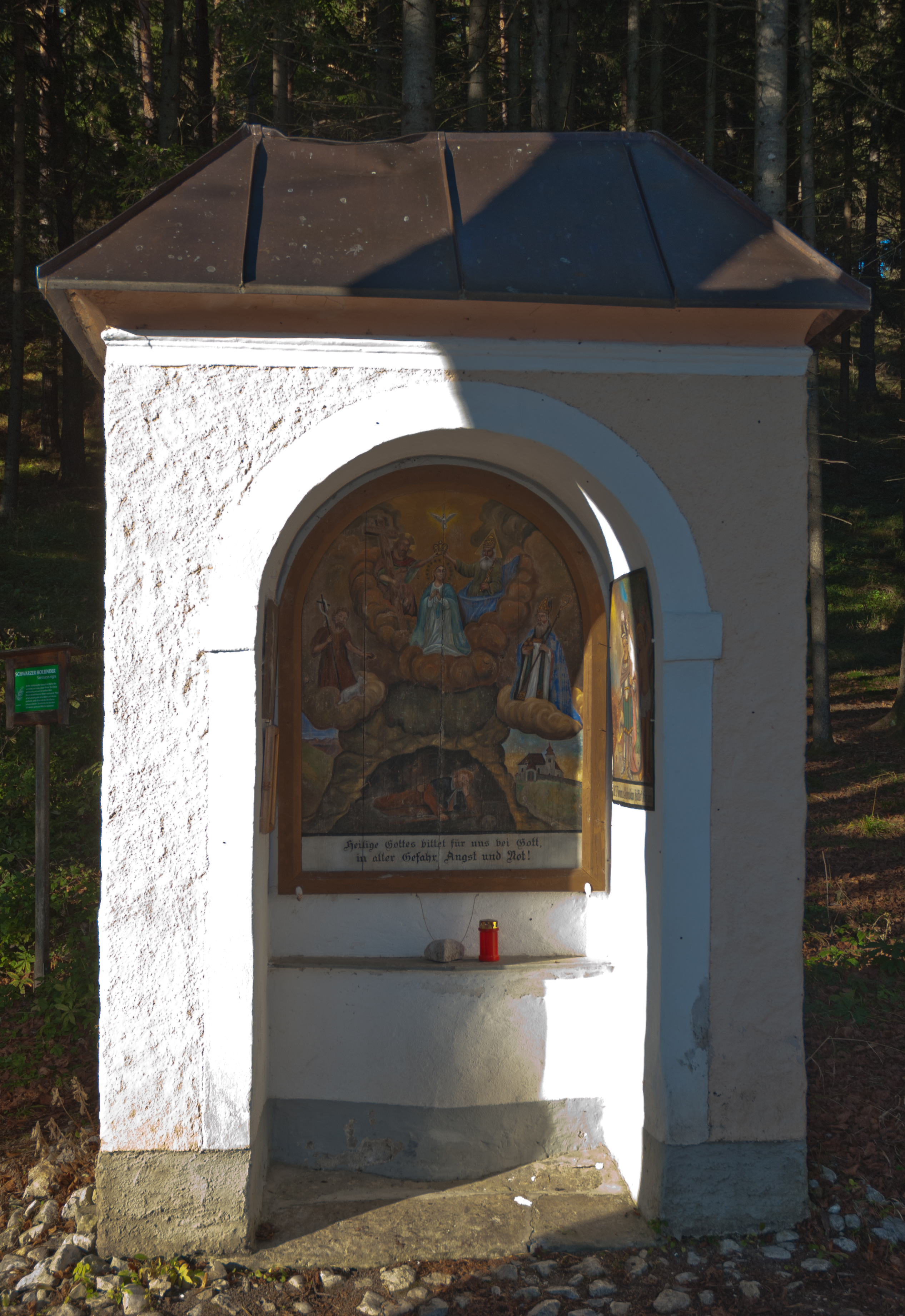
Eine der Kapellen des Kalvarienberges.

Während des 17. und 18. Jahrhunderts wurden viele Wallfahrtsorte bildnerisch ausgestaltet, so auch St. Sebald am Heiligenstein. In der ersten Hälfte des 18. Jahrhunderts wurde auf dem steilen Fußweg von Gaflenz auf den Heiligenstein ein ausgedehnter Kalvarienberg mit Szenen des schmerzhaften Rosenkranzes gebaut. 1701 entstanden die Stationen „Ölberg“, „Geißelung“ und „Kreuztragung“. Der Kapellenbildstock „Dornenkrönung“ entstand 1738 und wurde 1739 von einem Bildhauer aus Weyer mit Figuren versehen. Vom selben Künstler stammt auch die 1743 entstandene Kreuzigungsgruppe an der südlichen Mauer des Kirchhofes.